# Šindelářství

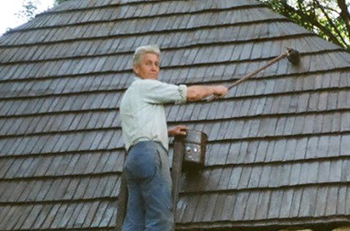
Impregnace šindelové střechy

Šindelářství je tradiční řemeslo, které se zabývá výrobou šindelů a údržbou šindelových střech. Patří mezi zanikající řemesla.

## Historie
Za počátek řemesla je považován středověk. V Čechách se rozšířilo v době předhusitské. V počátcích si lidé vyráběli šindele sami. Řemeslo mělo největší rozmach v horských oblastech Beskyd a Šumavy, kde bylo dostatek dřeva. Z horských oblastí se později přesunulo do nížin, kde byly střechy původně pokrývány slaměnými došky. Obliba šindele rostla, protože byl daleko trvanlivější než došky. Za vlády Marie Terezie byly zavedeny protipožární předpisy, kterým šindel nevyhovoval a řemeslo začalo postupně upadat.
Řemeslo šindelář byl často spojené s Tesařstvím a obě řemesla vykonával jeden řemeslník.

## Současnost
Šindeláři se realizují hlavně při zastřešování historických staveb ve skanzenech, jako je například v Valašské muzeum v přírodě. V Praze se nachází sedm staveb pokrytých šindelem. Nejvíce je jich v Praze 1 a na Hradčanech, v Troji se nachází dva objekty, další v zahradě Kinských. V Podolí je šindely pokrytá zvonice při kostele svatého Michaela archanděla.

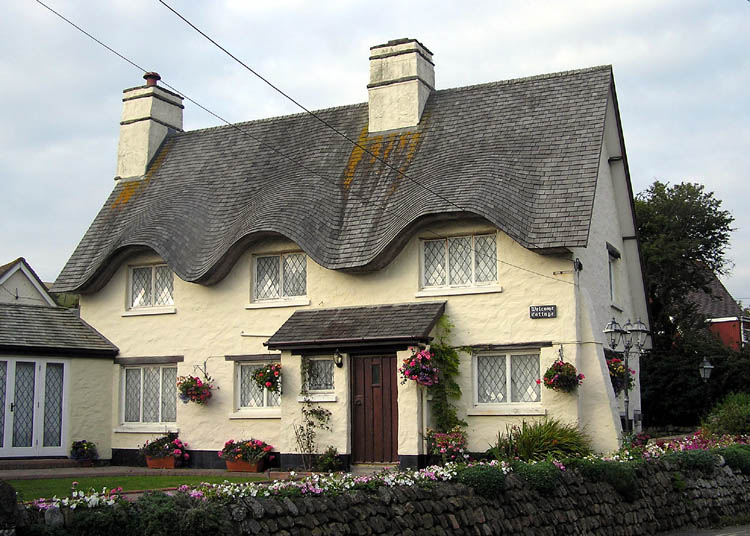

## Etymologie
Název řemesla šindelář pochází z německého „die schindel“. Šindelář je také běžné české příjmení.